# Hans Gruß
Johann (Hans) Gruß, auch Gruss (* 12. März 1883 in Chemnitz; † 8. April 1959 in München) war ein deutscher Gastronom, Unternehmer, Theaterdirektor und „der erste Vergnügungsindustrielle des südlichen Deutschland“.

## Leben
Gruß begann seine Karriere in München in der Fürstenstraße als Gastwirt eines bekannten Gasthauses, „welches sich bis zuletzt in seiner Qualität erhielt, indem es mittags freiwillig einen billigen Kantinenbetrieb mit guter Kost für die Angestellten öffentlicher Körperschaften offen hielt.“ Im Jahr 1912 übernahm er das Kabarett Bonbonnière am Kosttor (nahe dem Platzl) von Emil Meßthaler und machte es schnell zu einem der bedeutendsten Künstlerkabaretts und Revue-Theater Deutschlands. Zum musikalischen Leiter bestellte er Ralph Benatzky, als Conférencier verpflichtete er Fritz Grünbaum. Am 11. April 1928 musste das Haus allerdings wegen Konkurses schließen. Ihm gehörte auch das Cherubin-Theater.
Im Jahr 1920 übernahm Gruß auch das Deutsche Theater in München als Pächter und Leiter. Er wollte mit seinem Operetten- und Revue-Theater der Stadt München den Anschluss an Europas Metropolen verschaffen, weshalb er das Theater umbauen ließ, in seinen Inszenierung nicht an Aufwand sparte und Ausstattungsrevuen nach dem Muster amerikanischer Varietes zur Aufführung brachte. In seinem vom Bühnenbildner Walter Schnackenberg ausgestatteten Theaterrestaurant Pavillon Gruß, das als elegantestes Lokal Münchens galt, bot er modernste Musik. 1922 engagierte er den erst 17-jährigen „Tschäss-Musiker“ Peter Kreuder, der 1924 Kreuder das Ballorchester des Deutschen Theaters dirigierte und später Filmmusik komponierte. Gruß gründete zu dieser Zeit auch ein eigenes Ballett mit 36 Tänzerinnen. Mit seiner Unterstützung entwickelte sich München auch zu einem Zentrum des Modern modernen Tanzes.
In den Goldenen Zwanzigern wirkten auch die Münchner Kabarettisten Karl Valentin und Liesl Karlstadt regelmäßig in Gruß’ Ausstattungsrevuen mit. 1926 wurde Gruß vom Bühnenautor Herman Haller wegen eines Plagiatsvorwurfs auf Unterlassung verklagt, ein Valentin-Stück aus dem Programm zu nehmen. Valentin erzählte später über ihn: „Wenn Herr Direktor Gruss im Deutschen Theater lächelnd und lieb in die Garderobe kam, wussten wir bestimmt, dass das Theater leer war. Tobte er aber auf der Bühne wie ein Wilder, war ausverkauft.“ 
Gruß belebte auch den Münchner Fasching. Er ließ den festlichen Bal paré und die beliebten Künstlerfeste wieder aufleben sowie das Faschingsfest Venetianische Nacht, die es bald zu Weltruhm brachte.
Gruß galt als „welterfahrener Lebemann“ und „mit allen Wassern gewaschener“ Kabarett-Chef; er blieb aber gesellschaftlich kaum anerkannt. So hieß es 1928 im Der Zwiebelfisch noch resignierend: „Man kann es sich hier [in München] ungestraft erlauben, Männer wie Hans Gruß, die in einem Jahre für die kulturelle Entwicklung Münchens mehr tun, wie die Polizeiverwaltung in zehn, auf gleiche Stufe zu stellen mit geheimen Bordellwirten …“
1929 wurde ein vorbereitetes Gastspiel von Josephine Baker von der Polizei verboten mit der Behauptung, „eine Verletzung des öffentlichen Anstandes und damit der öffentlichen Ordnung“ wäre „zu erwarten gewesen“. Gruß äußerte sich empört und drohte mit völliger Schließung seines Theaters.
Als 1936 erstmals die Nacht der Amazonen stattfand, hatte Gruß die Regie. Danach fiel er, obwohl NSDAP-Parteigenosse, beim NS-Regime in Ungnade und musste als Intendant zurücktreten. Sein Nachfolger Paul Wolz führte in den Jahren 1937, 1938 und 1939 auch bei der Nacht der Amazonen Regie.
Der Schriftsteller Lion Feuchtwanger porträtierte Gruß und einige andere bekannte Personen des öffentlichen Lebens in seinem Roman Erfolg; Gruß heißt dort Alois Pfaundler.
Gruß ließ bereits 1924 am Starnberger See das mondäne Seerestaurant im Wellenbad Undosa bauen; dieses betrieb er in der Nachkriegszeit.
Sein Tod im April 1959 wurde auch in der AJR Information, einem Blatt der Jüdischen Flüchtlingsvereinigung in Großbritannien, gemeldet, da er trotz wachsender Widerstände in der NS-Zeit jüdischen Autoren und Künstlern Arbeit gegeben hatte und letztlich deshalb das Deutsche Theater verloren hatte.